# Хшонстово (Поморське воєводство)
Хшонстово (пол. Chrząstowo) — село в Польщі, у гміні Члухув Члуховського повіту Поморського воєводства.
Населення — 329 осіб (2011).
У 1975-1998 роках село належало до Слупського воєводства.

## Демографія
Демографічна структура станом на 31 березня 2011 року:
|          | Загалом | Допрацездатний вік | Працездатний вік | Постпрацездатний вік |
| -------- | ------- | ------------------ | ---------------- | -------------------- |
| Чоловіки | 158     | 34                 | 113              | 11                   |
| Жінки    | 171     | 36                 | 97               | 38                   |
| Разом    | 329     | 70                 | 210              | 49                   |